# Trigonoderus yamamotoi
Trigonoderus yamamotoi är en stekelart som beskrevs av Kamijo 2000. Trigonoderus yamamotoi ingår i släktet Trigonoderus och familjen puppglanssteklar. Inga underarter finns listade i Catalogue of Life.